# Microfilistata
Microfilistata là một chi nhện trong họ Filistatidae.